# Limón Exprés
El Limón Exprés va ser un tren turístic de la Costa Blanca. Aquest va començar a funcionar l'1 de juny de 1971 entre Benidorm i Gata de Gorgos, però es troba sense funcionament des de l'any 2005, amb els seus vagons esperant per finalitzar la seua restauració completa en les instal·lacions del Campello. El tren va ser declarat Bé d'Interés Cultural (BIC). Actualment, per aquestes vies circula la línia 9 del TRAM Metropolità d'Alacant.

## Història

### Context Socioeconòmic
La línia Alacant-Dénia no passava pels seus millors moments. Amb una infraestructura antiga, poca demanda i un servei precari, comptava amb moltes possibilitats d'acabar tancada com altres línies de via estreta properes (Carcaixent-Dénia, Alcoi-Gandia, Villena-Alcoi-Iecla). En aquest context, va sorgir una idea revolucionària que va aconseguir salvar la línia amb la creació d'un reeixit tren turístic.

### Idea i posada en funcionament
La idea va ser d'un promotor turístic britànic resident a Benidorm, David A. G. Simpson, quan va veure a l'estació de Benidorm uns vells cotxes de fusta sense ús de l'antic ferrocarril Dénia-Carcaixent, que probablement esperaven per ser desballestats. David A. G. Simpson va arribar a un acord amb FEVE, aleshores titular de la línia i del material mòbil, per crear aquest servei turístic que va començar a funcionar l'1 de juny de 1971. Així naixia el primer tren turístic al qual, després del seu èxit, van seguir altres com el Transcantàbric, el Tren de la Fresa, Al Andalus, Murallas de Ávila, Doncel de Sigüenza, el Tren de la Naturaleza o el Tren de Cervantes.

### Material rodant
El material procedia principalment del clausurat ferrocarril de Carcaixent a Dénia i alguns del també desaparegut ferrocarril de Manresa-Olvan, ja que no s'havien conservat els antics cotxes dels Estratègics i Secundaris d'Alacant (ESA), que eren els que havien circulat per aquesta línia. Es tractava de dotze cotxes de balconets amb caixa de fusta, construïts en les dècades de 1920 i 1930, que van ser pintats de color groc llima. Cada cotxe va rebre un nom de dona: Rosa, María, Isabel, Alicia, Carmen, Sofia, Luisa, Elena, Silvia, Emilia, Nuria i Marina, escrit en els laterals. Tots tenien seients de fusta. Encara que Simpson volia que foren locomotores de vapor, no va poder ser i es van utilitzar tres tractors diésel hidràulics "Batignolles" que es trobaven a Alacant fora de servei i que van ser condicionats i pintats de roig i groc per al "Limón Exprés". No obstant això, l'escassa potència d'aquests, la baixa velocitat i la gran distància entre eixos afavoririen la ràpida retirada d'aquestes locomotores.

### Viatge
Inicialment, el viatge es realitzava entre Benidorm i Dénia, el qual era una excursió de tot el dia, però poc després es va reduir el seu recorregut i va passar a funcionar únicament entre Benidorm i Gata de Gorgos, un viatge que duraria només un matí. Passava per les localitats d'Altea, Calp, Benissa i Teulada. La gran demanda va produir que, en moltes ocasions, s'hagueren de realitzar dos serveis diaris.

### Traspàs de FEVE a FGV
El traspàs en 1987 de la línia Alacant-Dénia a Ferrocarrils de la Generalitat Valenciana va suposar també canvis per al Limón Exprés, ja que tots els cotxes van ser restaurats. L'exterior va passar a ser metal·litzat en verd i blanc, de manera que va perdre el color groc característic. Dos dels cotxes es van transformar en cotxe-bar, als quals els van instal·lar taules i una barra de bar i van ser pintats per fora en marró. També es va millorar la seguretat que, amb la instal·lació del fre d'aire comprimit, va deixar de ser necessària la figura del guardafrens. El 22 de març de 1988, es va inaugurar el reformat Limón Exprés. El juliol de 1988, les locomotores "Batignolles" van ser substituïdes per les Alstom, diésel-elèctriques del tipus BB. En 1994, es va incorporar una tercera locomotora de característiques similars i van ser batejades amb noms d'accidents geogràfics alacantins de les comarques per les quals circulen: Benacantil, Ifac i Montgó. Aquest tren va aconseguir una importància i una fama molt gran, tant que els bitllets per al trajecte es podien adquirir a les agències de viatges a més de les estacions de la línia.

## Actualment
El Limón Exprés va deixar de prestar servei en 2005. L'aleshores gestor, Rudi Meyers, va demanar el seu tancament temporal a Ferrocarrils de la Generalitat Valenciana pel mal estat dels bogis del tren, ja que s'havien ocasionat diversos descarrilaments. El tren es troba en estat d'abandonament després d'unes xicotetes reformes i està en espera per finalitzar la seua restauració completa en les instal·lacions del Campello.

## Futur
Perquè en el futur el Limón Exprés puga tornar a funcionar, no només fa falta que es restauren i adeqüen els vagons, també fan falta obres en la infraestructura ferroviària. Actualment, s'estan duent a terme obres de millora i renovació en el traçat entre Benidorm i Altea, però que no serien suficients per a la convivència d'aquest tren turístic amb el servei de viatgers que es planteja per al TRAM.
El Consell estudia recuperar el servei quan es resolga la seua compatibilitat amb el TRAM en encreuaments desdoblegats de les vies.